# Новоказанка (Сладковский район)
Новоказанка — село в Сладковском районе Тюменской области России. Входит в состав Лопазновского сельского поселения.

## История
До 1917 года входило в состав Сладковской волости Ишимского уезда Тюменской губернии. По данным на 1926 год село Ново-Казанское состояло из 352 хозяйства. В административном отношении являлось центром Ново-Казанского сельсовета Сладковского района Ишимского округа Уральской области.

## Население
| 2010 |
| ---- |
| 197  |

По данным переписи 1926 года в селе проживало 1895 человек (949 мужчин и 946 женщин), в том числе: русские составляли 99 % населения.
Согласно результатам переписи 2002 года, в национальной структуре населения русские составляли 73 % из 268 чел.